# Rocky Jones, Space Ranger
Rocky Jones, Space Ranger is een Amerikaanse sciencefictionserie die werd uitgezonden van 27 februari 1954 t/m 4 december 1954. De serie was een Space Opera.

## Achtergrond
De show liep slechts een seizoen en raakte daarna al snel in de vergetelheid. Maar aangezien de afleveringen werden opgenomen op film in plaats van live uitgezonden (zoals veel andere Space Opera’s in die tijd), zijn de afleveringen tot vandaag de dag bewaard gebleven. De opnames op film maakten het ook mogelijk voor de producers om meer special effects en buitenscènes te gebruiken.
De serie was voornamelijk gericht op kinderen. Derhalve hadden de afleveringen vaak een simpele plot die meestal draaide om het klassieke “goed tegen kwaad”. De sets en optische effecten waren voor die tijd zeer goed gedaan, maar komen voor de hedendaagse kijker erg gedateerd over. Daar de serie vooral voor jonge kijkers was bedoeld, werd geweld zo veel mogelijk vermeden. De personages in de serie droegen wel laserpistolen bij zich, maar gebruikten deze nooit tegen een mens. Conflicten werden in plaats daarvan altijd met de blote vuist opgelost.
Veel van de effecten die later standaard werden voor sciencefictionseries, zoals de automatisch openende deuren, werden voor het eerst gebruikt in Rocky Jones.
Een Rocky Jones, Space Ranger stripserie werd in 1954 uitgebracht door Charlton.

## Verhaal
De serie draaide om Rocky Jones, een van de beste leden van de Space Rangers. De Space Rangers waren op aarde gestationeerde politieagenten die de orde handhaafden in de “Verenigde Werelden van het Zonnestelsel” (Engels: United Worlds of the Solar System) in de nabijde toekomst. Rocky en zijn crew gebruiken meestal een V-2 achtig ruimteschip voor hun missies.

## Cast
| Acteur           | Personage                |
| ---------------- | ------------------------ |
| Richard Crane    | Rocky Jones              |
| Robert Lyden     | Bobby                    |
| Sally Mansfield  | Vena Ray                 |
| Charles Meredith | Secretary of Space Drake |
| William Hudson   | Ranger Clark             |
| Scotty Beckett   | Winky                    |
| Jimmy Lydon      | Biffen 'Biff' Cardoza    |
| Maurice Cass     | Prof. Newton             |

## Afleveringen
1. Beyond the Curtain of Space
2. Escape Into Space
3. Pirates of Prah
4. Silver Needle in the Sky
5. The Forbidden Moon
6. Crash of the Moons
7. Kip's Private War
8. Blast Off
9. Bobby's Comet
10. Rocky's Odyssey
11. The Cold Sun (pt 1)
12. The Cold Sun (pt 3)
13. Inferno In Space (pt 1)
14. Inferno In Space (pt 2)
15. Inferno In Space (pt 3)
16. Vena And The Darnama
17. Out Of This World (pt 1)
18. Out Of This Word (pt 2)
19. Out Of This World (pt 3)
20. The Trial Of Rocky Jones (pt 1)
21. The Trial Of Rocky Jones (pt 2)
22. The Trial Of Rocky Jones (pt 3)

## Televisiefilms
Veel van de verhaallijnen in de serie werden verdeeld over drie afleveringen. De afleveringen werden later bij elkaar gevoegd tot een aantal televisiefilms. Twee van deze films, Manhunt in Space en Crash of the Moons, werden bespot in de cultserie Mystery Science Theater 3000.